# Bonjour éléphant !
Pour plus de détails, voir Fiche technique et Distribution.
Bonjour éléphant ! (Buongiorno, elefante!) est un film italien réalisé en 1951 par Gianni Franciolini et sorti en 1952.

## Synopsis

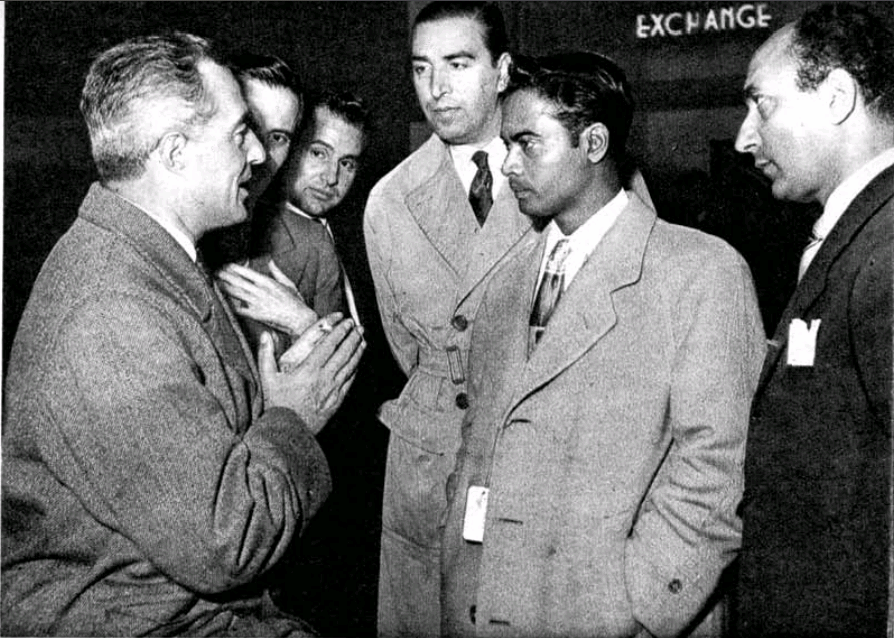
Vittorio De Sica (à gauche), Gianni Franciolini (au centre) et Sabu (à gauche) sur le tournage de Bonjour éléphant !.

## Fiche technique
- Titre original : Buongiorno, elefante!
- Réalisation : Gianni Franciolini
- Scénario : Suso Cecchi D'Amico, Cesare Zavattini
- Producteur : Vittorio De Sica
- Production : Rizzoli Film
- Photographie : Anchise Brizzi
- Musique : Alessandro Cicognini
- Montage : Eraldo Da Roma
- Décors : Piero Gherardi
- Son : Oscar Di Santo
- Pays de production :  Italie
- Durée : 83 min
- Caractéristiques techniques : 35mm (positif & négatif), noir et blanc, son mono, 1,37
- Distribution en Italie : Dear Film
- Dates de sortie :
  - Italie : 23 février 1952
  - France : 27 novembre 1953

## Distribution
- Vittorio De Sica : Carlo Caretti
- Maria Mercader : Maria Carettii
- Nando Bruno : Venturi
- Sabu : le sultan de Nagor
- Gisella Sofio : l'ex fiancée du maestro
- Antonio Nicotra : le concierge